# 细编枝球虫
细编枝球虫（学名：Plegmosphaera leptoplegma）为光滑球虫科编枝球虫属的动物。分布于日本、北大西洋以及中国东海、南海等海域。